# A Close Shave
A Close Shave (conocida en Hispanoamérica como Wallace y Gromit: Una afeitada al ras y en España como Wallace y Gromit: Un esquilado apurado) es un cortometraje británico de animación stop-motion de 1995 coescrito y dirigido por Nick Park y producido por Aardman Animations con Wallace & Gromit Ltd., BBC Bristol y BBC Children's International. Es la tercera película protagonizada por Wallace y Gromit, tras A Grand Day Out (1989) y The Wrong Trousers (1993). En la película, Wallace y Gromit frustran una operación de robo de ovejas dirigida por un perro siniestro, Preston.
A Close Shave fue aclamado y ganó el Oscar al mejor cortometraje de animación en la 68.ª edición de los Premios Óscar.  En 2007 se estrenó una serie de televisión basada en el personaje de Shaun, Shaun the Sheep.

## Trama
Wallace y su perro, Gromit, tienen un negocio de limpieza de cristales. Wallace se enamora de la vendedora de lana Wendolene Ramsbottom. Su siniestro perro, Preston, se dedica a robar ovejas para abastecer la tienda. Cuando una oveja perdida entra en la casa, Wallace la mete en su Knit-o-Matic, que cizalla a las ovejas y teje la lana en jerseys. Wallace llama a la oveja Shaun.
Preston roba los planos del Knit-o-Matic. Cuando Gromit investiga, Preston lo captura y lo inculpa del robo de las ovejas. Gromit es arrestado y encarcelado, mientras la casa de Wallace se inunda de ovejas. Wallace y las ovejas salvan a Gromit y se esconden en el campo. Wendolene y Preston llegan en el camión para acorralar a las ovejas. Cuando Wendolene exige a Preston que deje de robar, éste la encierra en el camión con las ovejas y se marcha con la intención de convertirlas en comida para perros.
Wallace y Gromit lo persiguen en su moto. Cuando el sidecar de Gromit se desprende, éste activa su modo avión y reanuda la persecución desde el aire. Wallace queda atrapado en el camión y él, Wendolene y las ovejas son transportados a la fábrica de comida para perros de Preston, donde éste ha construido un enorme Knit-o-Matic. Los cautivos son cargados en el lavabo, pero Shaun escapa. Shaun activa los carteles de neón para revelar la ubicación de la fábrica a Gromit, que ataca a Preston. Shaun succiona a Preston dentro del Knit-o-Matic, quitándole la piel. Wendolene revela que Preston es un robot creado por su difunto padre inventor, y que su comportamiento es el resultado de su mal funcionamiento.
Cuando la Knit-o-Matic viste a Preston con un jersey hecho con su piel, éste golpea inadvertidamente los controles y el grupo se dispone a caer en la máquina picadora. Shaun empuja a Preston dentro de la máquina, aplastándolo. Gromit es exonerado y Wallace reconstruye a Preston como un inofensivo perro teledirigido. Después, Wallace se entristece cuando Wendolene se marcha y le dice que es alérgica al queso. Cuando intenta animarse con un poco de queso, descubre que Shaun se lo ha comido todo.

## Producción
Peter Lord, cofundador de Aardman, hizo que Park simplificara el guion para mantener la película en treinta minutos. Lord dijo que en su día contenía «la mejor escena que hemos tenido que cortar», una escena de amor basada en Breve encuentro entre Wallace y Wendolene ambientada en la estación de tren de Crewe. En 2007 se estrenó una serie de televisión basada en el personaje de Shaun: Shaun the Sheep.

## Recepción
En Rotten Tomatoes, A Close Shave tiene una puntuación perfecta del 100 % basada en 19 críticas, con una puntuación media de 8,6/10. Carla Monfort de Espinof dijo que «No todo se reduce a una animación artesanal (de esas que denotan el cariño puesto en cada personaje), sino que puede presumir de un guion chispeante y divertido, lleno de locuras maravillosas y personajes carismáticos. Doble mérito, ya que la mayoría de ellos a excepción de Wallace (que cuenta con el respaldo de la cómica interpretación de Peter Sallis), se expresan a través del lenguaje corporal». Matt Brunson de Film Frenzy describió al perro robótico como «Presenta un RoboDog metálico que no desentonaría en Terminator». La película ganó el Oscar al mejor cortometraje de animación en la 68.ª edición de los Premios Óscar.